# Amyklai
Amyklai (griechisch Ἀμύκλαι; lateinische Form Amyclae; im Deutschen früher auch Amyklä) war eine antike griechische Stadt auf der Halbinsel Peloponnes, etwa fünf Kilometer südlich von Sparta, am Ostufer des Flusses Eurotas. In der Nähe liegt die heutige Stadt Amikles.

## Geschichte und Mythologie
Der Sage nach hatte der spartanische König Amyklas, der Sohn von Lakedaimon, die Stadt errichtet. Tatsächlich war der Ort schon im Frühhelladikum (3. Jahrtausend v. Chr.) besiedelt. Sie zählt somit zu den ältesten antiken Städten auf dem griechischen Festland. Die Siedlung erlebte ihren Höhepunkt um etwa 1200 v. Chr., in der letzten Phase der mykenischen Kultur. Bereits zur mykenischen Zeit wurde in Amyklai der schöne Hyakinthos, Geliebter des Apollon, verehrt.

„Wüthend verfolgte ich Zephyrn bis an den Berg, und verschoß alle meine Pfeile vergebens nach ihm: dem Knaben aber richtete ich zu Amyklä, an dem Orte wo ihn der unglückliche Diskus niederschlug, einen hohen Grabhügel auf; und aus seinem Blute, Merkur, mußte mir die Erde die schönste und lieblichste aller Blumen hervortreiben, und ich bezeichnete sie mit den Buchstaben der Todtenklage.“

Der Legende nach war Amyklai die Residenz von König Tyndareos, dem Ehemann der Leda, Vater der Dioskuren Kastor und Polydeukes (lat. Castor und Pollux) sowie von Klytaimnestra, Helena und Phoibe. Deïphobos, ein Priesterkönig zu Amyklai, entsühnte Herakles von dem im Wahnsinn verübten Mord an Iphitos, nachdem zuvor Neleus von Pylos und Hippokoon von Sparta sich geweigert hatten.

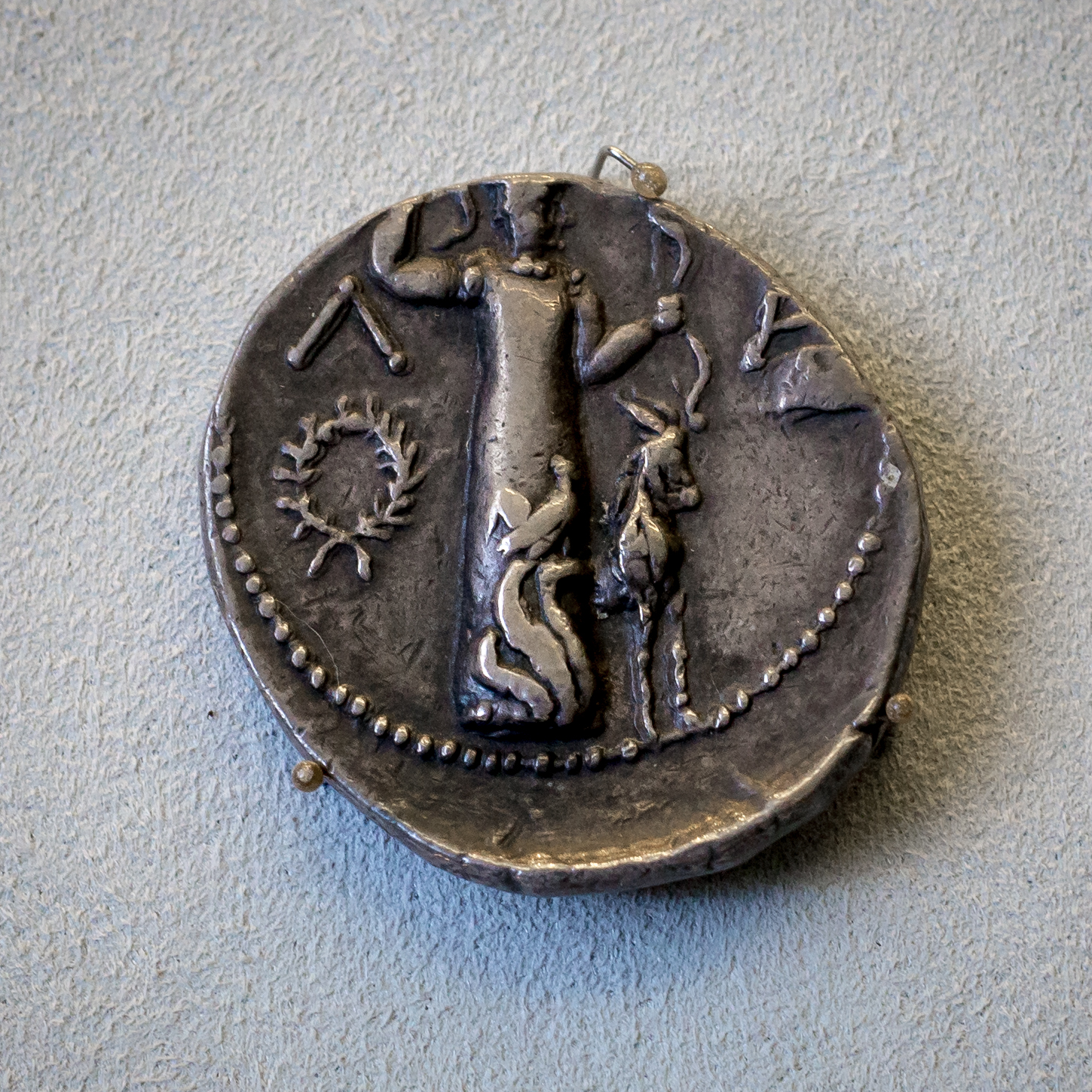
Münze aus dem 2. Jahrhundert. v. Chr. mit der Abbildung der Statue des Apollo

Nachdem die Spartaner um 800 v. Chr. die Stadt erobert hatten, entwickelte sich Amyklai zu einer wichtigen Kultstätte. Die Spartaner errichteten im 6. Jahrhundert v. Chr. auf dem mythischen Grabhügel des Hyakinthos den „Thron des Apoll“, eine ehemals überdachte, einst mit Säulengängen, kunstvollen Relieffeldern und zahlreichen Statuen von Horen und Chariten reich geschmückte Plattform, die der Bildhauer Bathykles aus Magnesia in Kleinasien gefertigt haben soll. Darauf stand eine kolossale, 13 m (30 Ellen) hohe Statue des Gottes Apollon aus alter Zeit. Der römische Schriftsteller Pausanias beschreibt sie als ein relativ kunstloses Bildwerk mit Helm, das einen Speer in der einen und einen Bogen in der anderen Hand trug, „einer ehernen Säule ähnlich“. Das genaue Aussehen der Statue – wahrscheinlich ein Xoanon – ist anhand archäologischer Funde heute nicht mehr zu rekonstruieren. Römische Münzen aus der Zeit des Commodus vom 2. Jahrhundert n. Chr. und des Gallienus vom 3. Jahrhundert n. Chr. vermitteln nur ein ungefähres Bild.
Amyklai blieb – wie Funde von Weihegeschenken und Münzen belegen – bis in die Römerzeit hinein ein wichtiges religiöses Zentrum. In spätbyzantinischer Zeit wurden die Reste der antiken Monumente entfernt und der Hügel in einen Friedhof umgewandelt. Um die Kapelle Agia Kyriakí entwickelte sich ab dem 19. Jahrhundert ein Wallfahrtsort.

## Grabungsgeschichte
Anfang des 19. Jahrhunderts identifizierte der Brite William Martin Leake, Ehrenmitglied der Königlich-Preußischen Akademie der Wissenschaften, die Lage der Kultstätte Amyklai auf einem Hügel, auf dem sich die Ruinen der ursprünglichen Kapelle Hagia Kyriakí (in den 1930er Jahren neu errichtet) befanden.
Die ersten fachgerechten Ausgrabungen nahm der griechische Archäologe Christos Tsountas von der Archäologischen Gesellschaft Athen vor, der zwischen 1880 und 1891 Spuren der mykenischen Kultur in Lakonien untersuchte. Er identifizierte die bedeutendsten Elemente der Weihestätte:
1. den Thron des Apollo
2. das Grab des Hyakinthos
3. den Rundaltar mit Aufgang in Art einer Treppe
4. den Peribolos.

Die umfangreichste Grabungsarbeit begann ab 1904 unter der Leitung des deutschen Archäologen Adolf Furtwängler und des Schweizers Ernst Robert Fiechter. Fiechter identifizierte den Thron des Apoll und grub einen Mauerrest davon unter der Kapelle aus, den er auf das ausgehende 6. Jh. v. Chr. datierte.
1925 wurde unter der Leitung von Ernst Buschor ein weiteres deutsches Forschungsprojekt am Amyklaion durchgeführt.
Griechische Archäologen und Architekten haben mit deutscher Unterstützung ab 2005 neuere Grabungen vorgenommen, die bis heute andauern. Vom Thron des Apoll wurden 2005/2006 einige weitere Mauerreste ausgegraben bzw. als in der Kapelle verbaute Steine identifiziert. Teile des Peribolos, der auch als Stützmauer für den terrassierten Hügel diente, sind nach den jüngsten Ausgrabungen zu Tage getreten.

## Sonstiges
Der Sage nach war es den Einwohnern von Amyklai bei Todesstrafe verboten, von der permanenten Bedrohung durch das benachbarte Sparta zu sprechen. Daher rührt das heute noch gebräuchliche geflügelte Wort vom „amykläischen Schweigen“, wenn eine drohende Gefahr kollektiv verdrängt wird.